# Ligament radio-capital
 (septembre 2022).
 
Le ligament radio-capital est un ligament extrinsèque inconstant du carpe. Il s'insère sur l'épiphyse distale du radius, passe au-dessus de l'os scaphoïde sans y adhérer et se termine sur l'os capitatum.